# خوسه لوئیس آوسین
خوسه لوئیس آوسین (اسپانیایی: José Luis Aussín‎؛ زادهٔ ۲۰ ژانویهٔ ۱۹۴۲) بازیکن فوتبال اهل مکزیک بود.
وی همچنین در تیم ملی فوتبال مکزیک بازی کرده‌است.